# Karl Aloys zu Fürstenberg
Karl Aloys zu Fürstenberg (26 de junio de 1760 - 25 de marzo de 1799) fue un comandante militar austríaco. Alcanzó el rango de mariscal de campo y murió en la batalla de Stockach.
Tercer hijo de una rama cadete de la Casa de Fürstenberg, en su nacimiento sus posibilidades de heredar el título familiar de Fürst zu Fürstenberg eran escasas; en cambio, fue preparado para seguir una carrera militar y se contrató a un tutor para que le enseñara las ciencias militares. Ingresó en el ejército de los Habsburgo en 1777, a la edad de diecisiete años, y fue miembro del ejército en la breve Guerra de Sucesión de Baviera (1778-1779). Su carrera progresó de manera constante durante la guerra de los Habsburgo con el Imperio Otomano. En particular, se distinguió en Šabac en 1790, cuando dirigió a sus tropas al asalto de la fortaleza en el río Sava.
Durante las Guerras Revolucionarias Francesas, luchó con distinción, nuevamente, para la Primera Coalición, particularmente en Ketsch y Frœschwiller, y en 1796 en Emmendingen, Schliengen y Kehl. Estaba posicionado en puntos clave para proteger los movimientos del ejército austríaco. Con una fuerza de 10.000 hombres, defendió la Renania alemana en Kehl y revirtió un asalto con bayoneta de las tropas francesas en Bellheim; sus tropas también invadieron Espira sin pérdidas. Al final de la Guerra de la Primera Coalición, a la edad de 35 años, había alcanzado el rango de Mariscal de Campo. Durante la Guerra de la Segunda Coalición, luchó en las dos primeras batallas de la campaña alemana, en Ostrach el 21 de marzo de 1799 y en Stockach el 25 de marzo de 1799. En esta última acción, mientras dirigía un regimiento de granaderos, fue alcanzado por munición de metralla que lo derribó de su caballo. Murió poco después.

## Infancia y entrenamiento militar
Como tercer hijo de una rama cadete de la familia principesca Fürstenberg, Karl Aloys fue preparado para seguir una carrera militar. Su tutor, el teniente Ernst, estaba en servicio activo en el ejército de los Habsburgo y llevó a Karl Aloys, de seis años, a maniobrar con él. De esta manera, aprendió desde niño el manual militar de los Habsburgo, y entró en contacto con importantes militares que luego ampliaron su educación y carrera; también adquirió el rango honorario de Kreis-Obristen, o Coronel del Círculo Imperial, cuando tenía diez años. De joven, en 1776, conoció al ministro de guerra de los Habsburgo, el Conde Franz Moritz von Lacy y al Barón Ernesto Gedeón von Laudon; también fue invitado a cenar con el emperador José II. Comenzó su servicio en 1777 como Fähnrich (alférez) en la organización militar de Habsburgo. Su primer servicio en campo fue durante la Guerra de Sucesión de Baviera (1777-1778), aunque no participó en ninguna batalla.
En 1780, a la edad de veinte años, fue ascendido a capitán y asignado al 34.º Regimiento de Infantería, también conocido como Anton Esterházy, llamado así por Pablo II Anton Esterházy, el general de caballería, Mariscal de campo en la guerra de los Siete Años y embajador en Gran Bretaña. Mientras estuvo asignado a esta unidad, participó en los conflictos fronterizos entre el Imperio Otomano y los Habsburgo, 1787-1792, y asaltó la fortaleza de Šabac (alemán: Schabatz) en el río Sava en Serbia el 27 de abril de 1788. Por su acción en Šabac, fue elogiado personalmente por el Emperador; al día siguiente, fue ascendido a mayor y se le dio el mando de un batallón de granaderos.
El 1 de enero de 1790, a petición explícita de Laudon, Karl Aloys zu Fürstenberg fue ascendido a Mayor general; a fines de junio de ese año, recibió el codiciado puesto de segundo coronel del 34.º Regimiento de Infantería Anton Esterhazy, donde se desempeñó como oficial ejecutivo de Anton, príncipe Esterházy de Galántha, coronel y propietario del 34.º Regimiento de Hungría. Esto era un tipo de nombramiento habitual en el que un oficial menos prominente completaba las tareas administrativas diarias del coronel y propietario, que por lo general era un noble y que a menudo estaba destinado a una asignación diferente, a veces en una ubicación diferente. Karl Aloys zu Fürstenberg también recibió el confraternal Orden de San Huberto del Duque de Baviera y se casó con la "elegante" princesa Elisabeth de Thurn und Taxis (1767-1822), ese año.

## Lucha contra la Francia revolucionaria
Mientras Karl Aloys zu Fürstenberg luchaba por la causa de los Habsburgo en Serbia, en Francia, una coalición del clero y la clase profesional y burguesa (el Primer y el Tercer Estado) encabezaron un llamado para reformar el gobierno francés y para la creación de una constitución escrita. En un principio, los gobernantes de Europa vieron a la Revolución Francesa como un evento entre el rey francés y sus súbditos, y no como algo en lo que debían interferir. En 1790, Leopoldo sucedió a su hermano José como emperador y en 1791 la situación que rodeaba a su hermana María Antonieta y a sus hijos le preocupaba. En agosto de 1791, en una reunión entre nobles émigré  franceses y Federico Guillermo II de Prusia, se emitió la Declaración de Pillnitz, en la que se declaró que el interés de los monarcas de Europa eran los mismos que los intereses de Luis XVI y su familia. Amenazaron con consecuencias ambiguas, pero bastante graves, si algo le sucedía a la familia real. Los émigrés franceses continuaron buscando apoyo para una contrarrevolución. El 20 de abril de 1792, la Convención Nacional francesa declaró la guerra a Austria. En la Guerra de la Primera Coalición (1792-1797), Francia se opuso a la mayoría de los estados europeos con las que compartía fronteras terrestres o marítimas, además de Portugal y el Imperio Otomano.

### Guerra de la Primera Coalición
En los primeros días de las guerras revolucionarias francesas, Karl Aloys zu Fürstenberg permaneció como comandante de brigada de un pequeño cuerpo austríaco, de aproximadamente 10.000 hombres, bajo el mando general de Anton, príncipe Esterházy. Estaba posicionado en Brisgovia, un territorio de los Habsburgo entre la Selva Negra y el Rin. Esta ubicación entre las montañas boscosas y el río incluía dos importantes cabezas de puente a través del río que ofrecían acceso al suroeste de Alemania, los cantones suizos o el centro-norte de Alemania. Su brigada defendió Kehl, un pequeño pueblo inmediatamente al otro lado del Rin desde Estrasburgo, pero la mayor parte de la acción en 1792 ocurrió más al norte, en la actual Bélgica, cerca de las ciudades de Espira y Tréveris, y en Frankfurt en el río Meno.
En el segundo año de la guerra, Fürstenberg fue transferido a la caballería de Dagobert Sigmund von Wurmser, en el Ejército del Rin Superior, y puesto a cargo de la vanguardia cerca de Espira, que todavía estaba en manos de los franceses. El 30 de marzo, cruzó el Rin por Ketsch con la vanguardia, que incluía a 9.000 hombres. Tomó la ciudad de Espira el 1 de abril, en ausencia del comandante de la ciudad, Adam-Philippe de Custine, que se encontraba fuera con la mayoría de sus tropas; los que se quedaron atrás simplemente abandonaron la ciudad. Al día siguiente, Fürstenberg ocupó la ciudad de Germersheim. Su primera acción de combate en la guerra ocurrió el 3 de abril, cuando la infantería de Custine lo atacó con una carga de bayoneta cerca de las aldeas de Bellheim, Hördt y Leimersheim, y luego en Landau y Lauterburg. Durante estos ataques, perdió todo el terreno que había ganado en los días anteriores. Luego de estos hechos, fue nuevamente transferido, esta vez al mando del Regimiento Conde von Kavanagh, donde continuó distinguiéndose durante la contraofensiva francesa de octubre-noviembre de 1793. En la acción alrededor de Geudertheim, en el río Zorn, ayudó al teniente mariscal de campo Gabriel Anton, barón Splény de Miháldy, a repeler un contraataque francés. Poco después, enfermo de gravedad y, en diciembre de 1793, fue enviado a Haguenau para recuperarse. El 22 de diciembre, se reincorporó al Cuerpo de Wurmser para la Batalla de Froeschwiller contra Lazare Hoche y Charles Pichegru. Después de que los franceses se retiraron sobre el Rin en Huningue, cerca de Basilea, dirigió la construcción de nuevas fortificaciones.
En junio de 1796, Fürstenberg comandó una división de cuatro batallones de infantería, 13 piezas de artillería y el Freikorps (Voluntarios) Gyulay y aseguró el corredor del Rin entre Kehl y Rastatt. El 26 de junio de 1796, las tropas francesas del ejército del Rin y Mosela cruzaron el Rin y expulsaron al contingente militar del Círculo de Suabia fuera de Kehl. En junio de 1796, el Archiduque Carlos agregó el contingente al mando de Fürstenberg, convirtiéndolo en el Feldzeugmeister o General de Infantería de Suabia. Las tropas de Fürstenberg defendieron la línea imperial en la ciudad de Rastatt hasta que llegaron las tropas de apoyo y pudieron hacer una retirada ordenada hacia el valle del Danubio Superior. El contingente de Suabia se desmovilizó en julio y Fürstenberg regresó al mando de los regulares austriacos durante la contraofensiva austriaca. En la batalla de Emmendingen el 19 de octubre de 1796, su liderazgo volvió a ser fundamental para la victoria austriaca. El ejército del Rin y Mosela del general Jean Victor Marie Moreau trató de mantener un punto de apoyo en el lado este del Rin, luego de su retirada del suroeste de Alemania al oeste de la Selva Negra. Fürstenberg mantuvo Kenzingen, 4 km al norte de Riegel en el río Elz. Karl Aloys zu Fürstenberg recibió la orden de fintar contra Riegel, para proteger las principales posiciones austriacas en Rust y Kappel.
En la batalla de Schliengen (24 de octubre de 1796), Fürstenberg comandó la segunda columna de la fuerza austriaca, que incluía nueve batallones de infantería y 30 escuadrones de caballería; con estos, aplastó a la fuerza del General de División Gouvion Saint-Cyr, manteniendo su posición para evitar que la fuerza francesa se retirara hacia el norte por el Rin. Mientras Maximilian Anton Karl, conde Baillet de Latour, se enfrentaba a la principal fuerza austriaca en Kehl, el archiduque Carlos confió al teniente mariscal de campo Fürstenberg el mando de las fuerzas que sitiaban Huningue, que incluía dos divisiones con 20 batallones de infantería y 40 escuadrones de caballería. La confianza de Carlos en el joven mariscal de campo estaba bien fundamentada. El 27 de noviembre, el ingeniero jefe de Fürstenberg abrió y drenó el foso lleno de agua que protegía las fortificaciones francesas. Fürstenberg le ofreció al comandante de la cabeza de puente, el general de brigada Jean Charles Abbatucci, la oportunidad de rendirse, la cual él rechazó. En la noche del 30 de noviembre al 1 de diciembre, la fuerza de Fürstenberg asaltó la cabeza de puente dos veces, pero fue rechazada dos veces. En uno de estos ataques, el comandante francés resultó mortalmente herido y murió el 3 de diciembre. Fürstenberg mantuvo el asedio de Kehl mientras el archiduque Carlos se enfrentó a una fuerza francesa más poderosa al norte de Kehl.
Después de la capitulación francesa en Kehl (10 de enero de 1797), Fürstenberg recibió fuerzas adicionales con las que pudo poner fin al asedio de Huningue. Ordenó el refuerzo del anillo de soldados que rodeaba Huningue y, el 2 de febrero de 1797, los austriacos se prepararon para asaltar la cabeza de puente. El general de división Georges Joseph Dufour, el nuevo comandante francés, previendo que se le venía encima una batalla que costaría mucho, decidió ceder el puente. El 5 de febrero, Fürstenberg finalmente tomó posesión de la cabeza de puente. Francisco II, el emperador del Sacro Imperio Romano Germánico, lo nombró coronel y propietario del 36.º Regimiento de Infantería, que llevó su nombre hasta su muerte en batalla en 1799.

### Paz
Las fuerzas de la Coalición (Austria, Rusia, Prusia, Gran Bretaña, Cerdeña, entre otras) lograron varias victorias en Verdún, Kaiserslautern, Neerwinden, Mainz, Amberg y Würzburg, pero en el norte de Italia no pudieron levantar ni escapar del asedio de Mantua.  La campaña de Napoleón Bonaparte en el norte de Italia empujó a las fuerzas austríacas hacia la frontera de las tierras de los Habsburgo. Napoleón dictó un alto el fuego en Leoben el 17 de abril de 1797, lo que dio lugar al Tratado de Campo Formio, que entró en vigor el 17 de octubre de 1797. Austria se retiró de aquellos territorios por los que el ejército había luchado duramente, incluidos los cruces de ríos estratégicos en Huningue y Kehl, así como ciudades clave más al norte.
Cuando terminó la guerra, Fürstenberg se quedó en la finca de Donaueschingen de su primo, Karl Joachim Aloys, quien recientemente había heredado el título familiar de Fürst zu Fürstenberg. Más tarde, en 1797, viajó a Praga y permaneció con su familia hasta mayo de 1798, cuando recibió un puesto en una nueva división en Linz. Su hija, Maria Anna, nació después de que él se fuera, el 17 de septiembre de 1798

## Actividades en la Segunda Coalición
A pesar de la ansiada paz, aumentaron las tensiones entre Francia y la mayoría de los aliados de la Primera Coalición, ya sea por separado o conjuntamente. Fernando IV de Nápoles se negó a pagar el tributo acordado a Francia, y sus súbditos siguieron esta negativa con una rebelión. Los franceses invadieron Nápoles y establecieron la República Partenopea. Un levantamiento republicano en los cantones suizos, alentado por la República Francesa que ofreció apoyo militar, condujo al derrocamiento de la Confederación Suiza y al establecimiento de la República Helvética. En su camino a Egipto en la primavera de 1798, Napoleón se detuvo en la isla de Malta y expulsó a los Hospitalarios de sus posesiones. Esto enfureció a Pablo, Zar de Rusia, quien era el jefe honorario de la Orden. La ocupación francesa de Malta enfureció a los británicos, que se dedicaron a expulsar a la guarnición francesa en La Valeta. El Directorio francés estaba convencido de que los austríacos estaban conspirando para iniciar otra guerra. De hecho, cuanto más débil parecía la República Francesa, más seriamente los austríacos, los napolitanos, los rusos y los británicos discutían esta posibilidad.

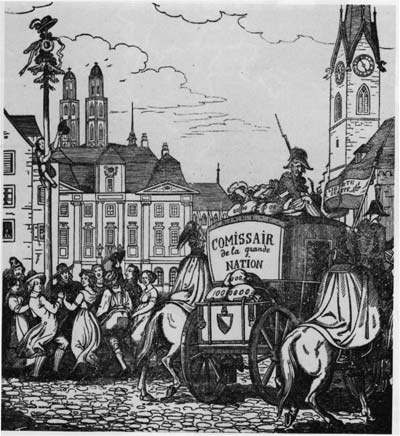
En esta caricatura sobre la República Helvética en Zúrich (8 de mayo de 1798), la gente de Zúrich baila alrededor de un árbol como símbolo de libertad y revolución mientras las tropas francesas se llevan el tesoro de la ciudad-estado derrocada de Zúrich.

Cuando llegó el invierno el 1 de marzo de 1799, el general Jean Baptiste Jourdan y el ejército del Danubio de 25.000 hombres cruzaron el Rin en Kehl. El Ejército del Danubio encontró poca resistencia a medida que avanzaba a través de la Selva Negra y finalmente tomó una posición de flanqueo en la orilla norte del lago de Constanza. Con instrucciones de bloquear el acceso de los austríacos a los pasos alpinos suizos, Jourdan planeó aislar a los ejércitos de la Coalición en Alemania de los aliados en el norte de Italia y evitar que se ayudaran entre sí. Al cruzar el Rin a principios de marzo, Jourdan actuó antes de que el ejército del archiduque Carlos pudiera ser reforzado por los aliados rusos de Austria, quienes habían acordado enviar 60.000 soldados experimentados y su comandante más experimentado, el generalísimo Alexander Suvorov. Además, si los franceses tenían los pasos interiores en Suiza, no solo podrían evitar que los austríacos transfirieran tropas entre el norte de Italia y el suroeste de Alemania, sino que podrían usar las rutas para mover sus propias fuerzas entre los dos escenarios.

### Batalla de Ostrach
Al estallar las hostilidades en marzo de 1799, Karl Aloys zu Fürstenberg estaba con sus tropas en territorio bávaro, justo al norte de la ciudad libre e imperial de Augsburgo. Cuando llegaron las noticias de que los franceses habían cruzado el Rin, Carlos ordenó al ejército imperial que avanzara hacia el oeste. Fürstenberg movió sus tropas hacia Augsburgo, cruzando el río Lech.
La vanguardia francesa llegó a Ostrach entre el 8 y 9 de marzo y durante la semana siguiente se enfrentó a los puestos avanzados austriacos, mientras llegaba el resto del ejército francés. Jourdan dispuso sus 25.000 tropas a lo largo de una línea desde la abadía de Salem y el lago de Constanza hasta el río Danubio, con el centro de Ostrach. Estableció su cuartel general en la ciudad imperial de Pfullendorf, con vistas a todo el valle de Ostrach. Jourdan esperaba que las tropas de Dominique Vandamme llegaran a tiempo para apoyar su flanco norte cerca del río, pero Vandamme había ido a Stuttgart para investigar, pues había rumores de que había presencia de tropas austriacas allí, haciendo que no se reincorpore al ejército principal. En consecuencia, el flanco izquierdo francés, bajo el mando de Gouvion Saint-Cyr, era escaso. Jourdan pensó que tenía más tiempo, esperando que Carlos necesitaría todavía tres o cuatro días para mover sus tropas a través del Lech y marchar a Ostrach, pero a mediados de la Semana Santa de 1799, más de un tercio del ejército de Carlos, 48.000 tropas, se colocó en una formación paralela a Jourdan, y sus 72.000 tropas restantes se alinearon con el ala izquierda en Kempten, el centro cerca de Memmingen, y el flanco derecho se extendió hasta Ulm.
Para el 21 de marzo, los puestos de avanzada francés y austriaco se superpusieron y las escaramuzas se intensificaron. Carlos había dividido su fuerza en cuatro columnas. Fürstenberg cubrió el flanco norte de la fuerza principal del Archiduque. La fuerza de Fürstenberg expulsó a los franceses de Davidsweiler y luego avanzó sobre Ruppersweiler y Einhard, 5 kilómetros al noroeste de Ostrach. Saint-Cyr no tenía suficiente mano de obra para defender la posición, y toda la línea retrocedió hasta Ostrach, con las tropas de Fürstenberg presionando su retirada. La presión persistente de Fürstenberg sobre el flanco izquierdo francés fue crucial para llevar al colapso a la parte norte de la línea francesa. Después de su éxito en hacer retroceder a los franceses desde Ostrach, y luego desde las alturas de Pfullendorf, las fuerzas austriacas continuaron presionando a los franceses de regreso a Stockach, y luego otras cinco millas más o menos a Engen.

### Muerte en la batalla de Stockach (1799)

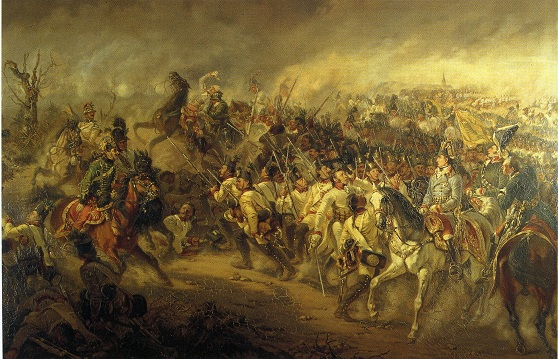
Muerte de Feldmarschall-Leutnant Karl Aloys zu Fürstenberg mientras lideraba la infantería austríaca durante la batalla de Stockach.

En la mañana del día en el que se pensaba que se daría el enfrentamiento general, Karl Aloys zu Fürstenberg buscó al capellán de campo y solicitó los sacramentos porque, como le dijo a su ayudante, cualquier cosa puede suceder durante una batalla. Aunque Ostrach había sido una batalla reñida, en Engen y Stockach, las fuerzas austríacas y francesas estaban mucho más concentradas (más hombres en un espacio más pequeño) que en Ostrach, donde las fuerzas francesas, en particular, se habían estirado en una larga y fina línea desde el lago de Constanza hasta el norte del Danubio. En Stockach, además, Jourdan tenía todas sus tropas bajo su control directo, con la posible excepción de Dominique Vandamme, quien estaba maniobrando su pequeña fuerza de caballería e infantería ligera en posición para intentar una acción de flanqueo en el flanco austríaco del extremo derecho.
En el curso de la batalla, se suponía que las fuerzas de Jourdan participarían en ataques simultáneos a la izquierda, el centro y la derecha de la línea austriaca. A la derecha francesa, los cuerpos de Souham y Ferino se encontraron con una fuerte resistencia y fueron detenidos; a la izquierda francesa, las tropas de Lefebvre cargaron con tal fuerza que los austriacos fueron rechazados. Habiendo detenido el asalto de Souham y Ferino, Carlos tenía tropas disponibles para contrarrestar la fuerza de Lefebvre. En ese momento, los hombres de Vandamme entraron en acción. Como el asalto de Souham en el centro se había estancado, Carlos todavía tenía suficientes hombres para disponer a parte de su fuerzas a luchar contra esta nueva amenaza, pero los austriacos estaban siendo fuertemente presionados. En un momento dado, Carlos intentó llevar a sus ocho batallones de granaderos húngaros a la acción, para consternación de los viejos soldados. Según los informes, Fürstenberg dijo que, mientras él viviera, no dejaría su puesto (a la cabeza de los granaderos) y que el Archiduque no debería desmontar y luchar. Mientras Fürstenberg conducía a los granaderos húngaros a la batalla, fue abatido por un bote de metralla empleada por los franceses. Aunque lo sacaron vivo del campo, murió casi de inmediato. Carlos finalmente llevó a sus granaderos a la batalla y, según los informes, su valentía personal motivó a sus tropas, quienes lograron hacer retroceder a los franceses. Después de la batalla, alguien le quitó el anillo de bodas a Fürstenberg y se lo devolvió a su esposa en Praga, dándole la noticia de su muerte; Fürstenberg fue enterrado en el cementerio del campo de batalla en Stockach, y su primo erigió un pequeño monumento allí, pero en 1857, su cuerpo fue trasladado al cementerio familiar, Maria Hof en Neudingen, cerca de Donaueschingen.

## Familia

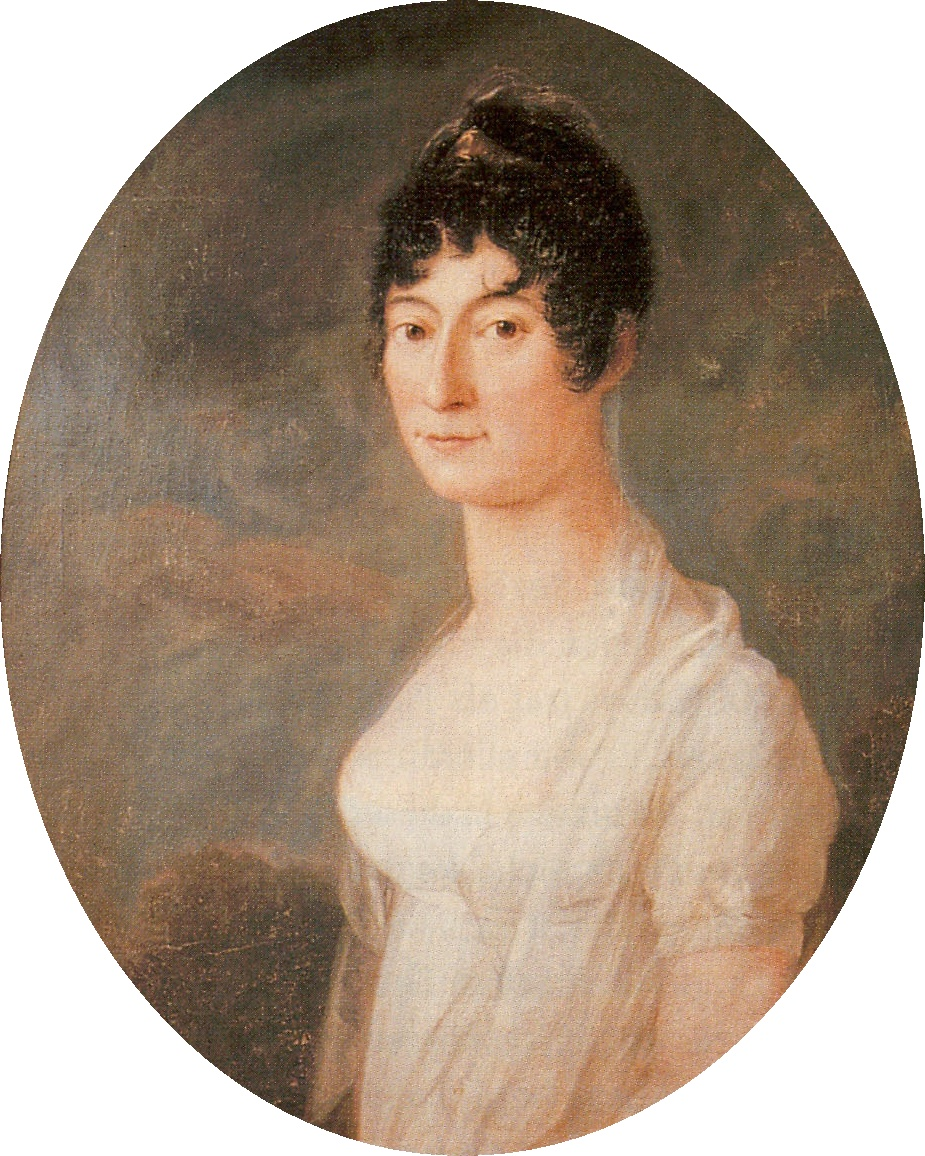
La princesa Isabel de Thurn y Taxis, que se casó con Karl Aloys en 1790.

Tras la muerte de Prosper Ferdinand, conde Fürstenberg, en la guerra de sucesión española, en 1704 la herencia de Fürstenberg se dividió entre los dos hijos menores del conde, Joseph Wilhelm Ernst y Wilhelm Egon; el hijo mayor era eclesiástico. La familia de Fürstenberg fue elevada a la categoría de príncipe el 2 de febrero de 1716, con la elevación de Joseph Wilhelm Ernst, como el primer príncipe (Fürst) de Fürstenberg (alemán: Fürst zu Fürstenberg). El primer príncipe tuvo tres hijos, Joseph Wenzel Johann Nepomuk (1728-1783), Karl Borromäus Egon (1729-1787) y Prosper Maria, que murió en la infancia. El título pasó por la línea del primer hijo, Joseph Wenzel Johann Nepomuk (como segundo príncipe), a su hijo Joseph Maria Benedikt Karl (tercer príncipe, que murió en 1796) y luego a otro hijo del segundo príncipe, Karl Joachim Aloys (cuarto príncipe). El último hijo de Joseph Wilhelm Ernst murió en 1803 sin descendencia masculina. En consecuencia, el título pasó a la línea masculina del segundo hijo del primer príncipe. Este hijo, Karl Borromäus Egon, había muerto en 1787.
El hijo mayor de Karl Borromäus Egon, Joseph Maria Wenzel (16 de agosto de 1754 - 14 de julio de 1759), murió siendo un niño pequeño. El segundo hijo, Philipp Nerius Maria (Praga, 21 de octubre de 1755 - 5 de junio de 1790), se casó en 1779 con su prima, Josepha Johanna Benedikta von Fürstenberg (hermana del tercer y cuarto príncipe), en Donaueschingen. Solo uno de sus hijos sobrevivió a la infancia, pero murió a la edad de 15 años. Los otros hijos de este segundo hijo eran todas mujeres y, por lo tanto, no podían heredar el título de Príncipe de Fürstenberg. En consecuencia, el título volvió a los primogénitos descendientes varones de Karl Aloys zu Fürstenberg.
En 1803, dos de los hijos de Karl Aloys zu Fürstenberg aún vivían. Karl Egon, como hijo superviviente, heredó el título de Príncipe de Fürstenberg; él y su hermana mayor vivieron hasta la edad adulta y produjeron familias.
Los hijos de Karl Aloys zu Fürstenberg y Elizabeth, Princesa de Thurn und Taxis, fueron:
- Marie Leopoldine (Praga, 4 de septiembre de 1791 - Kupferzell, 10 de enero de 1844); casada en Heiligenberg, el 20 de mayo de 1813 con Carlos Alberto III, Príncipe de Hohenlohe-Waldenburg-Schillingsfürst (Viena, 29 de febrero de 1776 - Bad Mergentheim, 15 de junio de 1843)
- Maria Josepha (9 de septiembre de 1792)
- Antonie (28 de octubre de 1794-1 de octubre de 1799)
- Karl Egon II (Praga, 28 de octubre de 1796 - Bad Ischl el 22 de octubre de 1854), sucedió a su primo, Joachim, como quinto Fürst zu Fürstenberg el 17 de mayo de 1804. Se casó el 19 de abril de 1818 con Amalie Christine Karoline, de Baden (Karlsruhe, 26 de enero de 1795 - Karlsruhe, 14 de septiembre de 1869).
- Maria Anna, 17 de septiembre de 1798-18 de julio de 1799[27]